# Ivette Nadal
Ivette Nadal (Granollers, 6 de maig de 1988) és una cantautora i poeta catalana. Fins al 2023 ha publicat cinc discs i quatre poemaris al seu propi nom. El 2018 va iniciar una col·laboració amb el català septentrional Pascal Comelade, fins aquí resultant a un EP i un àlbum sencer.

## Biografia
Va començar a estudiar música clàssica de molt petita, amb 3 anys; de preadolescent s'interessà pels cantants de rock, els cantautors i també la poesia, als 14 anys va escriure les seves primeres cançons, va ser alumne del campus rock, vinculat amb el Senglar Rock, i allà va conèixer molts professors que eren músics actuals de l'escena.

### Primer i segon disc
Va ser als 17 anys, quan ja tenia un bon grapat de cançons, que va decidir d'enregistrar el primer disc, Guerres dolcíssimes i va presentar-lo a bars i espais propers per tot Catalunya, i va actuar en els espais més emblemàtics del panorama musical català: Auditori de Barcelona, Auditori de Granollers, Auditori de Terrassa, Festival Cruïlla BCN, Palau de la Música Catalana, així com Festival internacional de música de Cadaqués, Barnasants, Cap Roig o Setmana de la poesia, entre d'altres.
Va col·laborar en el disc de La Marató del 2008 amb el tema "Has vist la pluja"', una versió en català dels Creedence, i la cançó conjunta "Ja surt el sol".
Dins el món de la poesia en català, formà part de la Generació (H)original recitant els seus poemes al costat de les veus més representatives i en cicles de poesia de tot el territori, i s'autoedita Camí privat, un recull dels 40 poemes propis i sentències amb pròleg de Víctor Sunyol.
El segon treball, A l'esquena d'un elefant, va ser escollit entre els 10 millors discs del 2010 segons Ràdio 4 i van sonar quatre temes d'aquest disc a la serie Polseres vermelles, amb la col·laboració vocal de Gerard Quintana per al tema "Al poble del costat"', i de David Rosell a "Cent o cent vint".
El 2011 col·laborà en el disc de Manolo Garcia Los días intactos amb el tema "Creyente bajo torres de alta tensión" i van actuar junts per a La Marató de TV3 i al Teatre Coliseum de Barcelona.

### Tercer disc
Després de l'èxit de la campanya de micromecenatge a través de Verkami edita el treball Mestres i amics –treball que tenia la intenció d'apropar la poesia d'autors actuals com Víctor Sunyol, Francesc Garriga, Anna Aguilar-Amat, Santi Montagud, Joan Vinuesa i Enric Cassases a tots els públics a través de les cançons,– es van recollir molt bones crítiques del directe i una molt bona acollida entre el públic amb més d'una quinzena de concerts amb banda pel territori català. Va ser escollit per votació popular dels 10 millors treballs en sis categories dels Premis Enderrock 2013, entre les quals totes les de Cançó d'autor. I el primer videoclip 3D d'un tema en llengua catalana, inclòs al disc, va ser premiat al millor videoclip en 3D per "Calaix de dalt" al festival 3D Film & Music Fest de Barcelona.

### Recuperació i quart disc
Després d'un any de recuperació i lluita d'un trastorn alimentari, va fer una crida als mecenes per arrencar damunt dels escenaris i va aconseguir amb èxit editar el nou treball Tornar a mare. En l'àlbum, parla d'aquesta malaltia mental com un trastorn que no es tria, però sí, en canvi, es pot triar la voluntat de recuperació. "Em sento amb la responsabilitat moral de compartir aquesta lluita i en vull fer himnes a l'esperança", va dir.
És possible sortir-ne com canto en "Un plat de macarrons". Ivette Nadal és la compositora del disc, i l'ha produït el guitarrista que l'acompanya i ella mateixa, ha estat gravat amb la seva banda habitual i compta també amb la col·laboració vocal de Manolo Garcia al tema "No saps el mal que em fas" i de Joan Colomo al tema "Aquest parany".
La presentació del disc amb banda a l'Auditori de Barcelona a guanyat el premi a Millor concert del Festival BarnaSants 2016 al costat de Joan Isaac i Marina Rossell; i esdevé el concert de presentació a la primera edició del festival BarnaSant a Madrid.

### Les Kol·lontai
L'any 2017 i 2018 forma part de Les Kol·lontai (amb Sílvia Comes, Meritxell Gené i Montse Castellà). Aquest projecte musical s'originà amb motiu de la inauguració col·lectiva del festival BarnaSants del 2017, any en què el festival commemorà el centenari de la Revolució Russa i del naixement de la cantautora xilena Violeta Parra. A més d'inaugurar l'edició guanyen el premi al millor projecte. El mateix any va presentar el seu segon poemari —Arbres, mars, desconcerts—.

### EP i cinquè disc
Per celebrar una dècada als escenaris, a finals del 2018 presenta l'espectacle i disc. Arquitectura primera amb el compositor i multiinstrumentista Pascal Comelade, tres concerts únic amb estrena al Teatre Auditori de Granollers, una revisió personal de les cançons més representatives d'Ivette Nadal amb nous arranjaments; amb un so més radical i elegant, i també amb un parell de temes nous fets per l'ocasió i versions dels Rolling Stones i PJ Harvey al català amb lletres inèdites d'Enric Casasses.
De la col·laboració Comelade-Nadal en neix també el tardor de 2020 un nou llarga durada, amb el títol En nom de la ferida. Està formada per 14 temes a cavall de la poesia i la cançó, i el dissenyador Josep Abril va fer la portada del disc.

### Darrers treballs
El 2025 fa públic el seu diagnòstic d’esclerosi múltiple i publica 'Justícia poètica’ un llibre on parla de la seva història amb l’anorèxia i també dels seus inicis dins el món artístic.

## Obres

### Discografia en solitari
- Guerres dolcíssimes (Autoedició - RHRN, 2007)
- A l'esquena d'un elefant (Autoedició - RHRN, 2009)
- Mestres i amics (Autoedició - RHRN, 2012)
- Tornar a mare (Autoedició - RHRN, 2016)
- Les hores blaves (Autoedició - Picap, 2023)

### Discografia amb Pascal Comelade
- Arquitectura primera (Discmedi, 2018; EP)
- En nom de la ferida (Autoedició - RHRN, 2020)

### Poemaris
- Camí privat (2008), editorial Roca Umbert f.a.
- Arbres, mars, desconcerts (2017), editorial Llibres del segle
- L'àngel i la infermesa del pensament (2020), editorial Cafè Central i Eumo
- Camí del text (2022), editorial Edicions Poncianes[23]

### Reculls poètics
- Quàntiques!. 10 poetes joves en diferencial femení (2008), editorial QUARKpoesia
- Pedra foguera antologia de poesia jove dels països catalans (2008), editorial Documenta Balear i Federació Llull

### Col·laboracions musicals
- "Creyente bajo torres de alta tensión" · Los días intactos · Manolo Garcia
- "Si mai et sents sol" · Nararai · Caïm Riba
- "Versos enllà del camí" · Espriu a Sinera. Concert del centenari · Recopilatori
- "Un moment, si us plau" · Sagrat cor · Eduard Canimas
- "Pirates de mala maror" · Autobombo · Air Canela
- "Eco del sol detingut" · Terra i Cultura. III Premi Miquel Martí Pol.
- "Has vist la pluja" · Disc de la Marató 2008 · Versió dels Creedence
- "Ja surt el sol" · Disc de la Marató 2008 · Versió George Harrison
- Dones i cançons · Recopilatori revista Enderrock

### Poemes musicats
- "Mereces un amor" · Les hores blaves · Poema de Frida Kahlo
- "T'has atansat" · Les hores blaves · Poema d'Antoni Clapés
- "Quan tu t'adorms" · Les hores blaves · Poema de Víctor Sunyol
- "De quan t'adorms" · A poc a poc. Cançons de bressol · (Comanegra, 2017) · Poema de Víctor Sunyol
- "Versos enllà del camí" · Tornar a mare · Poema de Salvador Espriu
- "Una tela quatre paisatges" · Tornar a mare · Poema d'Ivette Nadal
- "Però estàs content" · Mestres i amics · Poema d'Anna Aguilar-Amat
- "Cançó de bressol per un osset de peluix" · Mestres i amics · Poema de Víctor Sunyol
- "Arbre meu" · Mestres i amics · Poema de Joan Vinuesa
- "Tres quarts" · Mestres i amics · Poema d'Enric Casasses
- "La lluna, la pruna" · Mestres i amics · Poema de Santi Montagud
- "Si véns, amor, i jo no hi sóc" · Mestres i amics · Poema de Francesc Garriga
- "Eco del sol detingut" · A l'esquena d'un elefant · 3 poemes de Joan Brossa